# City Airport Train
El City Airport Train, abreujat CAT, és un servei privat de tren llançadora que circula sense parades entre l'aeroport de Viena i l'estació de tren de Wien Mitte, al centre de la capital austríaca.

## Sistema

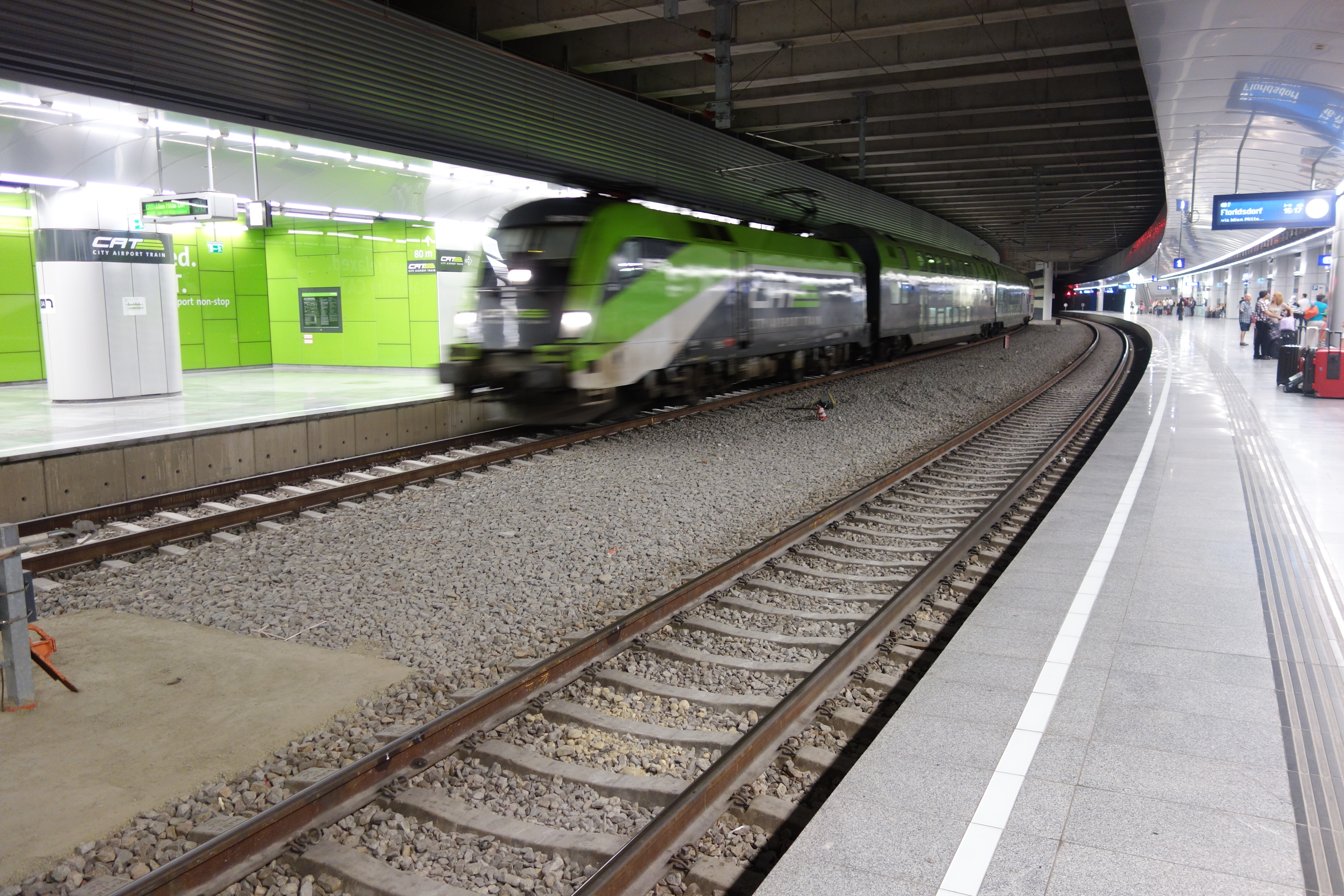
Un tren sortint de l'estació de l'aeroport.

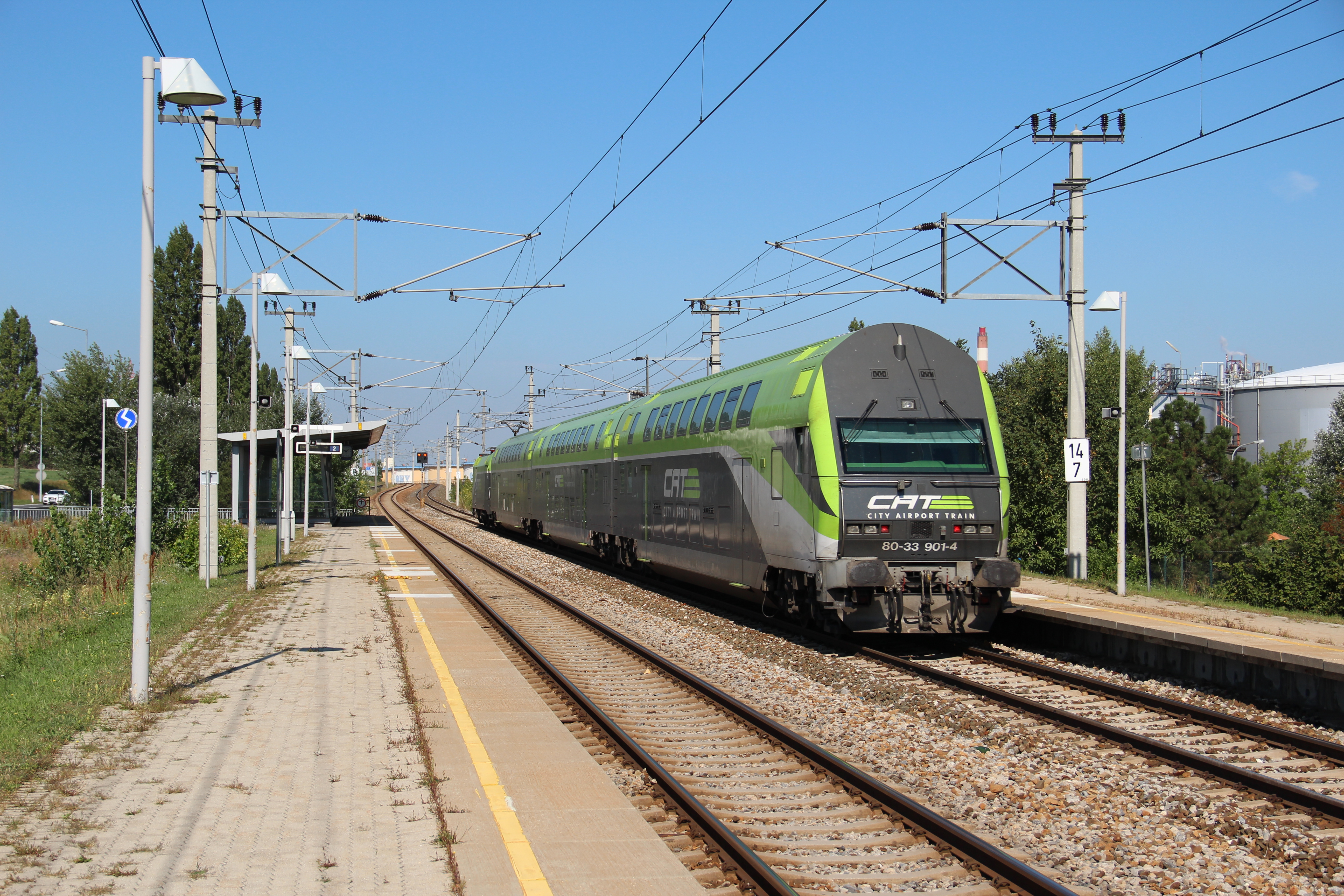
El CAT passant per Mannswörth cap a Viena.

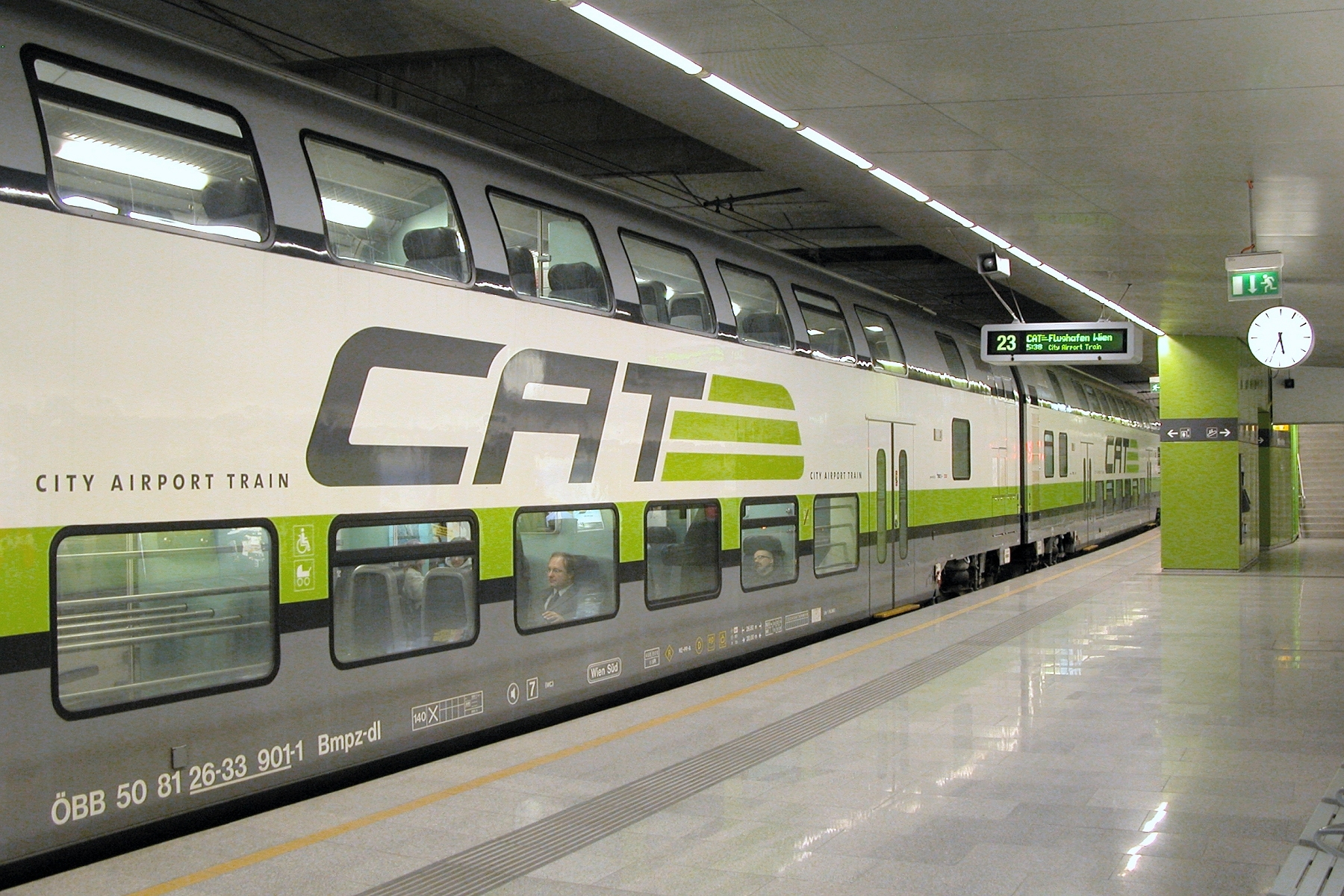
Un model antic a l'estació de Mitte-Landstraße.

El febrer de 2002, una empresa operativa independent, City Air Terminal Betriebsgesellschaft m.b.H., que és propietat conjunta dels Ferrocarrils Federals Austríacs (49.9% de les accions) i de l'Aeroport de Viena (50,1% de les accions). L'empresa té la seu a l'aeroport de Viena. El servei va començar el 14 de desembre de 2003.
Els trens circulen cada mitja hora de cada dia, des de la matinada fins als volts de la mitjanit (36 trajectes per sentit i dia). El trajecte, de 20 quilòmetres i sense parades, dura 16 minuts. L'any fiscal 2019 hi van viatjar 1,7 milions de passatgers, un 3% més que el 2018.
Entre el 19 de març de 2020 i el 28 de març de 2022, la companyia va interrompre el seu servei a causa de la pandèmia de la COVID-19.

### Estacions
Tant a l'aeroport com a Wien Mitte, els trens CAT surten de les seves pròpies andanes. A l'estació de Wien-Mitte, la companyia hi té el seu propi vestíbul, la City Air Terminal. A l'estació de l'aeroport, el tren s'atura a l'extrem est de l'andana 3.

### Material rodant

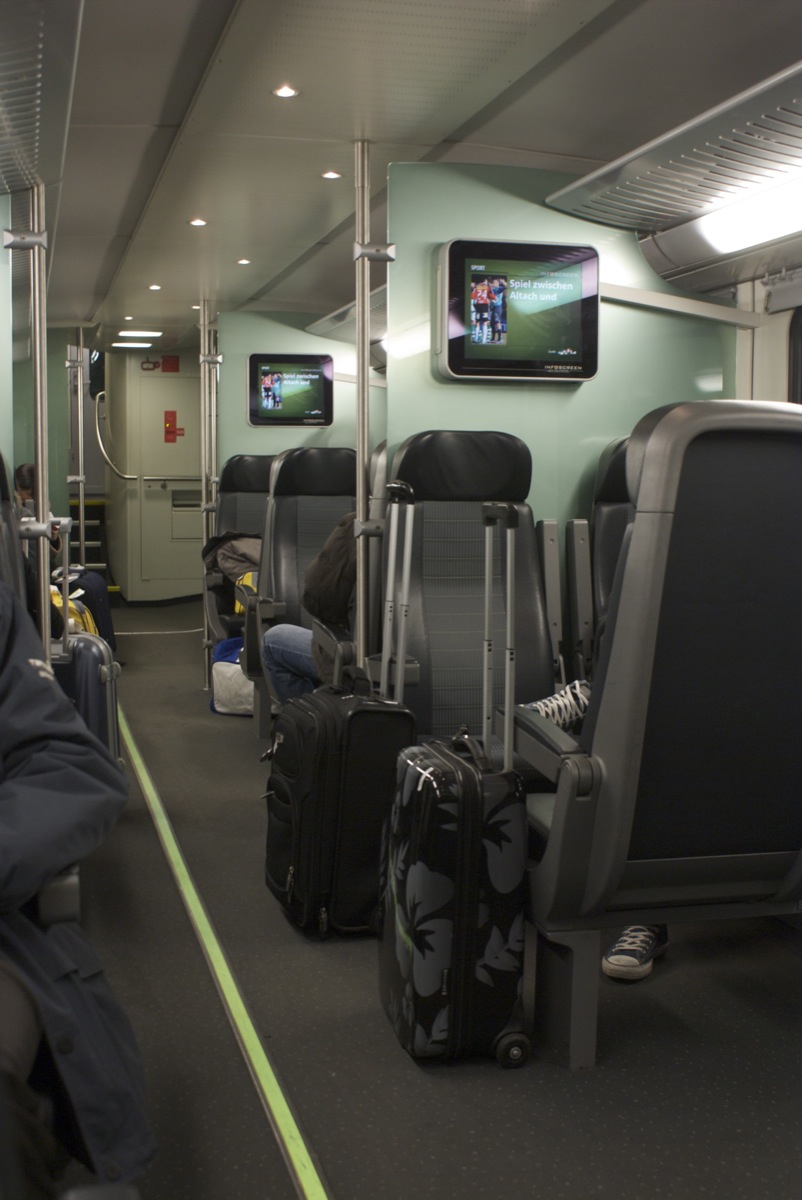
Interior d'un model antic.

Un comboi consisteix d'una locomotora de la classe 1016 i de tres vagons de dos pisos amb capacitat per a 243 persones, l'últim dels quals té una cabina de conducció, de manera que no s'ha de desacoplar la locomotora al final de la línia per desfer el recorregut. Els vagons disposen d'aire condicionat, seients especials, espai d'emmagatzematge per a l'equipatge, endolls, WiFi i un sistema d'entreteniment informatiu per als passatgers.

## Servei
Amb el seu disseny i preus (un bitllet senzill costa 11 euros), el CAT pretén oferir una alternativa a un segment exclusiu de la població que prefereix prescindir del transport públic.
Els passatgers del CAT tenen l'opció de facturar el seu equipatge al vestíbul de Wien Mitte fins a 75 minut abans de la sortida del vol. Aquesta opció s'ofereix ara per al voltant del 80 per cent de tots els vols(A la pàgina d'inici del CAT es pot trobar una llista de totes les companyies aèries i els respectius horaris d'acceptació) Després de la facturació de la ciutat, l'equipatge es lliura a la custòdia de la companyia aèria corresponent i es reenvia automàticament a l'aeroport.
Hi ha taulells d'informació a la City Air Terminal de Wien Mitte i a l'aeroport. A cada tren també hi ha personal de bord i revisors.
Diaris i revistes diaris en alemany i anglès estan disponibles de manera gratuïta al tren i a l'estació de Wien-Mitte. El Wi-Fi també és gratuït. A més, un bitllet CAT validat us permet accedir a les sales que opera l'aeroport de Viena amb un descompte de 10 €.

## Bitllets, preus i alternatives
Els bitllets es poden adquirir a totes dues estacions, tant al taulells de venda com a les màquines de bitllets. Els bitllets també es poden adquirir al tren (amb recàrrec) o en línia. Hi ha bitllets d'anada, tornada i de múltiples viatges, així com un abonament anual. Es pot comprar un bitllet combinat per continuar viatjant per Viena ("zona central de Viena"), que inclou el viatge amb el CAT i un bitllet senzill de Viena o, opcionalment, és vàlid durant 24, 48 o 72 hores. El tren de l'aeroport de la ciutat és la connexió amb l'aeroport més cara amb 12 euros per un sol trajecte i 21,00 EUR per un bitllet d'anada i tornada (a la pàgina web costen 10 i 19 €, respectivament).
La resta del transport ferroviari fins a l'aeroport forma part de la Verkehrsverbund Ost-Region pel que fa a les tarifes. La línia S-Bahn S7 triga només 9 minuts més (25 minuts en total) en fer la mateixa ruta, ja que no es tracta d'un servei exprès. L'S7, però, circula les 24 hores del dia, cada dia. Tanmateix, els trens S7 utilitzen diferents àrees d'estació a Wien Mitte i a l'aeroport. Un bitllet senzill costa 4,30 euros i és vàlid per a un sol viatge amb transbord a totes les destinacions de Viena. Si es viatja en grup (a partir de 2 persones), el bitllet costa 2,10 euros per cap.
Altres connexions de tren inclouen el Railjet (alta velocitat), que a Viena fa parada a la Hauptbahnhof, i trens regionals (REX).

## Sostenibilitat
El CAT funciona amb electricitat provinent de fonts 100% renovables (92% hidroelectricitat, 8% d'energia eòlica). Al European Rail Congress Awards del 2013, els seus proveïdors d'energia van rebre el primer premi a l'Excel·lència en Sostenibilitat Ambiental. categoria. Aquesta fita, però, es veu negada pel creixement dels viatges aeris i la crítica acusa l'aeroport de greenwashing.